# Japanska zakulja
Kerija (lat. Kerria japonica), jedina je vrsta u rodu Kerria, porodica Rosaceae. Udomaćena je u Kini, Japanu i Koreji. Koristi se u hortikulturi.

## Opis
Listopadni grm visine do 3 metra. Cvjetovi žuti, kod divlje vrste imaju 5 latica. Listovi naizmjenični, nazubljenog ruba. Plod jednosjemena ahenija dužine do 4,5 mm.

## Vanjske poveznice
- Kerija, plantea.com.hr